# Escaramuza de la península Camber
La Escaramuza de la Península Camber fue una operación anfibia británica de pequeña escala, que fue exitosamente repelida por los defensores argentinos, en el marco de la Guerra de las Malvinas de 1982.

## Historia
Desde la reconquista de las Malvinas, la Península Camber estaba siendo ocupada por unidades argentinas, para defender el frente norte de Puerto Argentino.
En la noche del 13 de junio de 1982; una fuerza británica al mando del capitán Chris Baxter y compuesta por efectivos de los Marines Reales, del Servicio Aéreo Especial y del Escuadrón de Botes Especial; inició una incursión anfibia a través de la caleta Serpiente, a fin de desembarcar en la península Camber. 
El objetivo de la operación era distraer la atención del ataque de británico sobre Wireless Ridge, y aliviar la batalla del 2.º Batallón de Paracaidistas. Sin embargo, también podría haberse buscado atacar la batería terrestre de misiles Exocet del capitán Julio M. Pérez de la Armada Argentina.
Esa península estaba siendo defendida por un grupo de efectivos argentinos al mando del mayor Jorge A. Monge, formado por dos Secciones de Tiradores de Infantería de Marína, una Sección de Tiradores de Marinería del Apostadero Naval y una batería antiaérea del GADA 101. 
La operación británica dio comienzo con una oleada de 3 botes lanzados en procura de la costa norte de Camber. Al detectarse el ataque enemigo, la batería antiaérea y los tiradores argentinos abrieron fuego con sus cañones, ametralladoras y fusiles, logrando desbaratar la incursión de los botes británicos, que se batieron en retirada.
Como resultado del enfrentamiento, un suboficial del Servicio de Botes Especial y dos integrantes del Servicio Aéreo Especial resultaron heridos, uno con considerable dolor luego de ser alcanzado en la ingle.
Ya en la madrugada del 14 de junio, el Comando de la X Brigada de Infantería Mecanizada puso a las Compañías de Comandos 601 y 602 a proteger a la batería. El Comando impartió la orden pese a que el jefe de la sección, mayor Jorge Monge, había manifestado no necesitar ayuda, ya que había repelido el desembarco británico.